# Gleninsheen

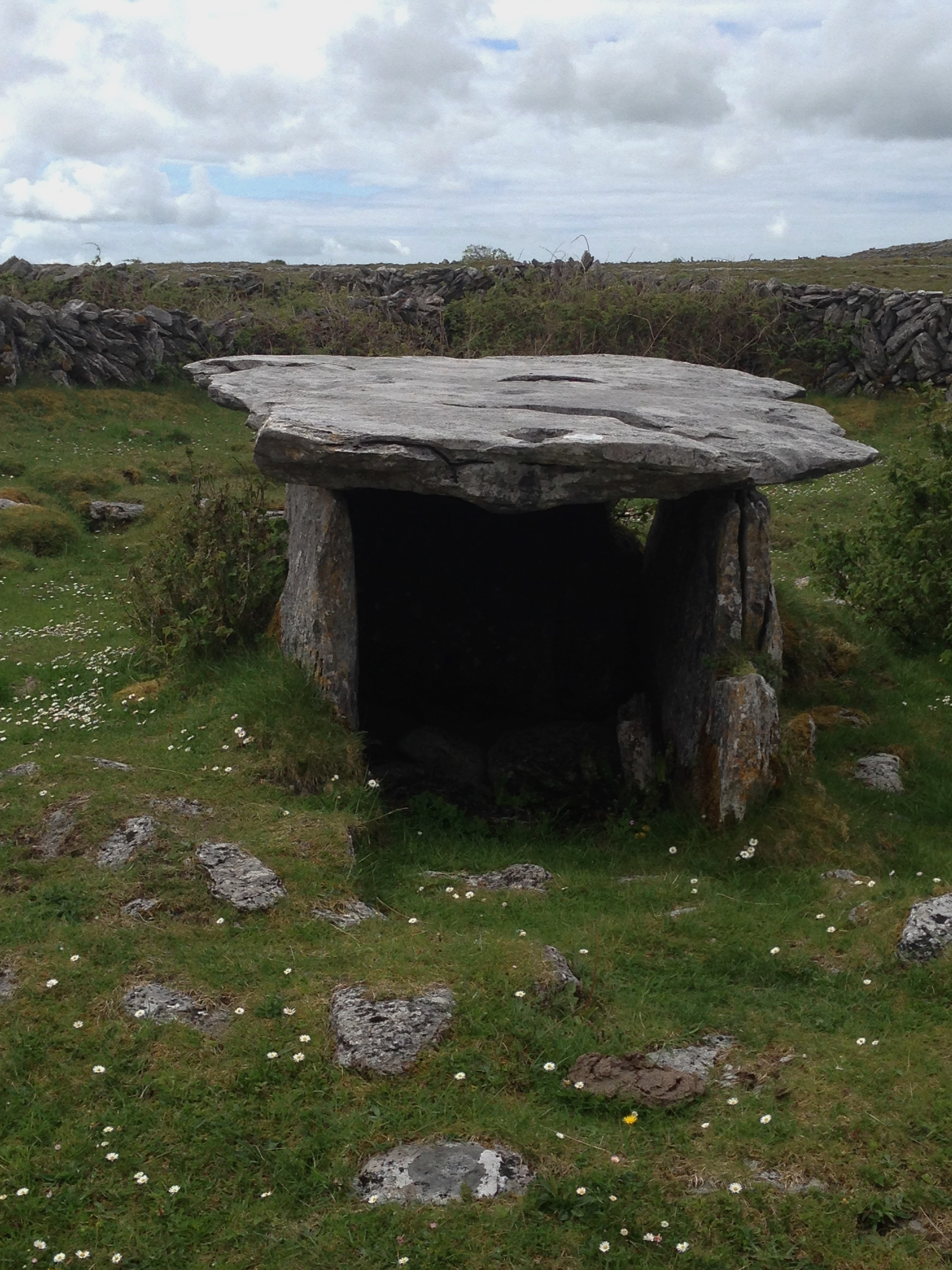
Wedge Tomb von Gleninsheen 1

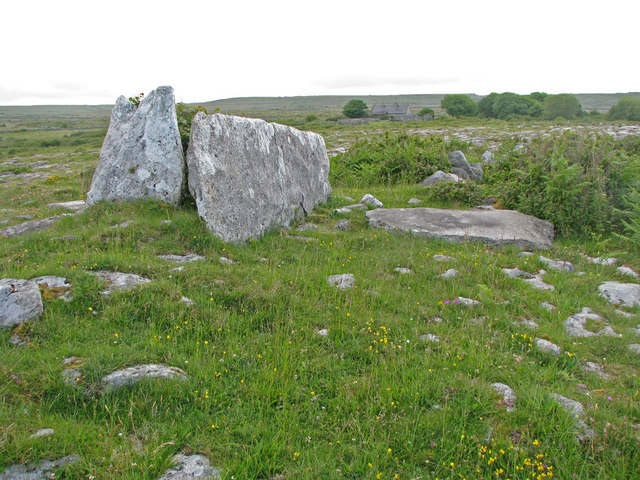
Wedge tomb von Gleninsheen 2 – rund 100 Meter nordöstlich

Das kleine kastenförmige Wedge Tomb von Gleninsheen (irisch Gleann Insín) datiert etwa auf 2500 v. Chr. Es liegt unweit der Straße hinter einer niedrigen Mauer, einige Kilometer südlich von Ballyvaughan auf der Karsthochfläche des Burren im Nordwesten des County Clare in Irland. Wedge Tombs (deutsch „Keilgräber“), früher auch „wedge-shaped gallery grave“ genannt, sind ganglose, mehrheitlich ungegliederte Megalithbauten der späten Jungsteinzeit und der frühen Bronzezeit.

## Beschreibung
Gleninsheen ist etwa drei Meter lang und 0,9 m breit. Es besteht aus zwei Seitenplatten, einer Endplatte und einem Deckstein. In der Nähe liegen zwei weitere, aber stark zerstörte Anlagen. Die Wedge tombs des Burren sind aus großen, natürlich spaltenden Platten gebaut. Viele sind wie Gleninsheen mit einer einzigen großen Platte bedeckt. Der Zugang von Gleninsheen weist grob westwärts, während der des benachbarten Poulnabrone Dolmen wie auch der größte Teil der anderen irischen Megalithanlagen nach Osten weist.

## Gleninsheen Kragen

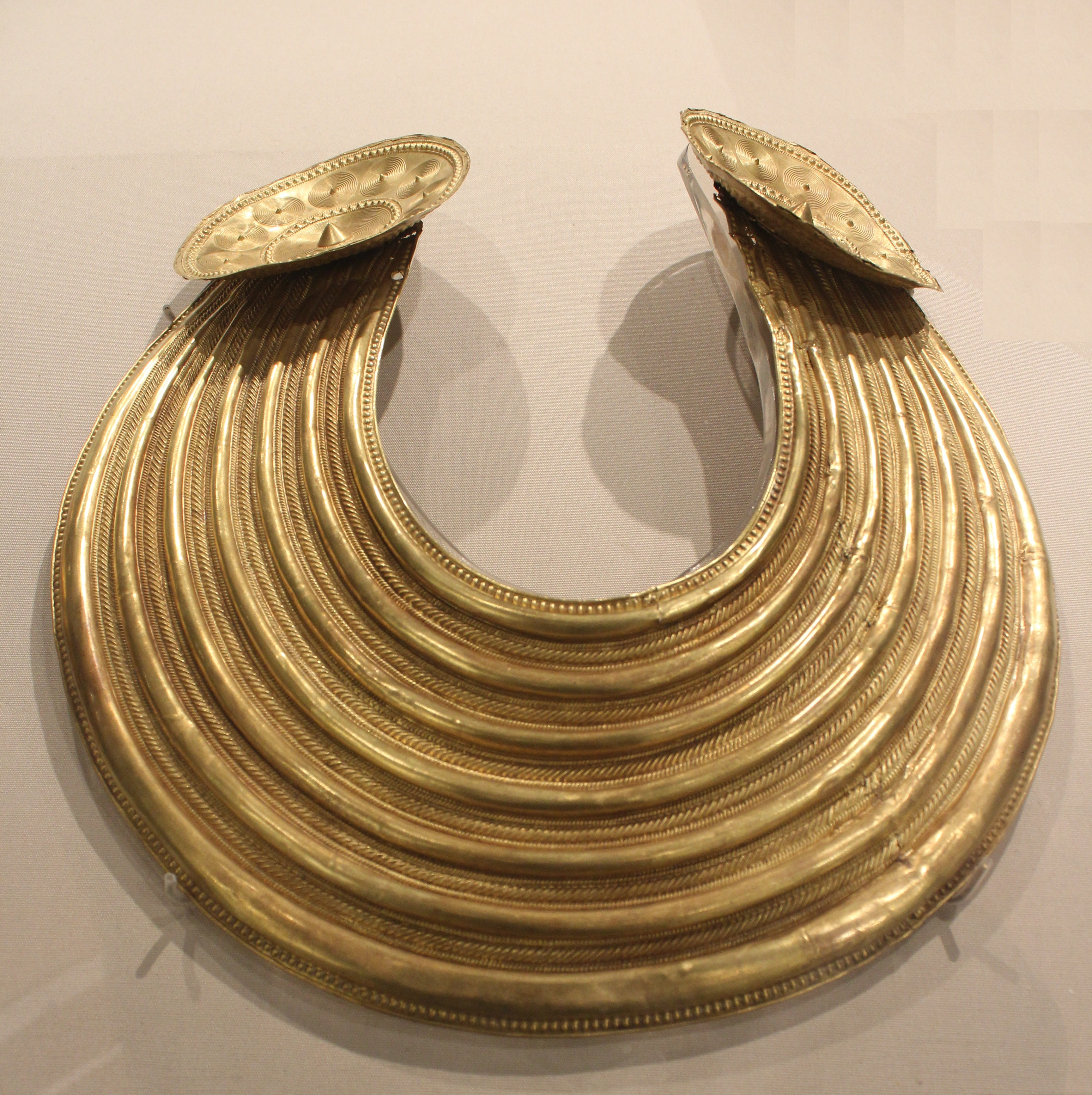
Gleninsheen Kragen

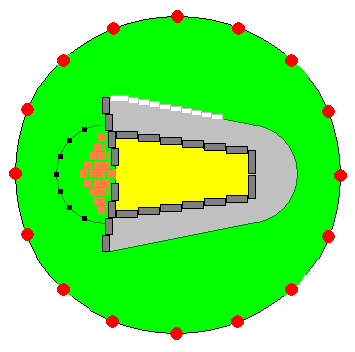
Prinzipskizze Wedge Tomb am Beispiel von Island

Der bekannteste Halsschmuck nach Gorget-Art wurde 1932 im Townland Gleninsheen gefunden. Das gut erhaltene Exemplar von etwa 31 cm Durchmesser wurde in einem Karren des Burren gefunden und ins 8. Jahrhundert v. Chr. datiert.
800 m nördlich liegt das Wedge Tomb von Berneens.